# 19258 Gongyi
19258 Gongyi là một tiểu hành tinh vành đai chính với chu kỳ quỹ đạo là 1269.4575220 ngày (3.48 năm).
Nó được phát hiện ngày 24 tháng 3 năm 1995.